# Міжнародна економіка
Міжнародна економіка в широкому сенсі — теорія, вживана для вивчення економіки сучасного взаємозалежного світу. Вона ґрунтується на теорії ринкової економіки і розвиває її.
Предметом теорії міжнародної економіки є:
- закономірності функціонування і розвитку в міжнародному масштабі ринкової системи організації господарського життя;
- закономірності формування сукупного попиту і сукупної пропозиції на товари і чинники виробництва, що знаходяться в міжнародному обігу;
- інструменти аналізу і програмування відкритої національної економіки, особливо її реального, бюджетного, грошового і зовнішнього секторів, в умовах їх взаємодії з економіками інших країн;
- тенденції розвитку міжнародних фінансових ринків і фінансових механізмів, обслуговуючих функціонування міжнародної економіки;
- інституційна структура регулювання міжнародної економіки, принципи її формування, тенденції розвитку і шляхи вдосконалення.